# Paul McGuigan (Regisseur)

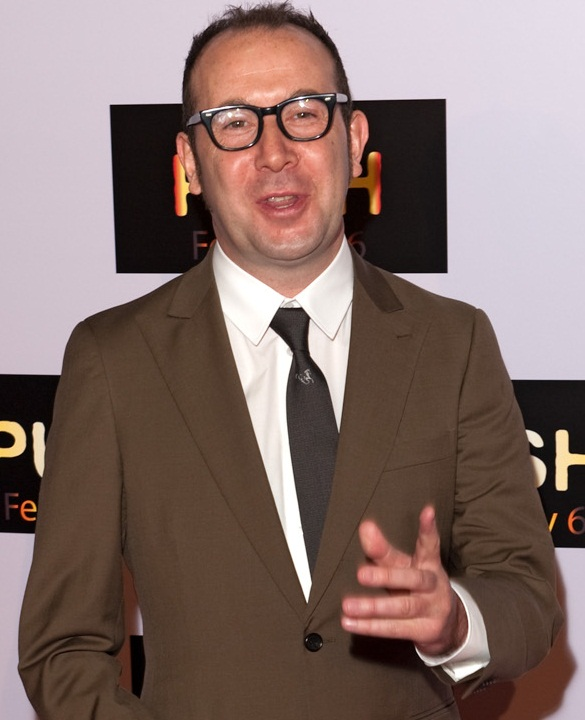
Paul McGuigan bei der Premiere seines Films Push im Januar 2009

Paul McGuigan (* 19. September 1963 in Bellshill, Schottland) ist ein britischer Film- und Fernsehregisseur.

## Leben und Wirken
Sein Debüt als Regisseur gab er im Jahre 1998 mit der Literaturverfilmung The Acid House. Zwei Jahre später inszenierte er den Gangsterfilm Gangster No. 1 mit Malcolm McDowell in der Hauptrolle. Für diese Produktion war McGuigan 2001 für den Fassbinder-Preis nominiert. 2002 drehte er den Fernsehfilm Little Angels, gefolgt von dem Historienfilm The Reckoning. Im Jahre 2004 entstand mit Sehnsüchtig das Remake des französischen Filmes Liebe und Lüge. Hier arbeitete er zum ersten Mal mit dem Schauspieler Josh Hartnett zusammen. Diese Zusammenarbeit wiederholte sich zwei Jahre später, als McGuigan mit Lucky Number Slevin seinen zweiten Gangsterfilm drehte. 2009 inszenierte er mit Push einen Science-Fiction-Film, daran anschließend wandte er sich wieder vermehrt dem Fernsehen zu. So war McGiugan zum Beispiel von 2010 bis 2012 als Regisseur an der Fernsehserie Sherlock beteiligt. Sein Schaffen umfasst mehr als zwei Dutzend Produktionen. Für Ein Skandal in Belgravia erhielt er 2012 eine Nominierung für einen Prime Time Emmy Award, und für Sherlock – Ein Fall von Pink eine British-Academy-Television-Award-Nominierung.

## Filmografie (Auswahl)
- 1998: The Acid House
- 2000: Gangster No. 1
- 2003: The Reckoning
- 2004: Sehnsüchtig (Wicker Park)
- 2006: Lucky Number Slevin
- 2009: Push
- 2010–2012: Sherlock (Fernsehserie, vier Episoden)
- 2015: Victor Frankenstein – Genie und Wahnsinn (Victor Frankenstein)
- 2016: The Family (Fernsehserie, 3 Folgen)
- 2016: Designated Survivor (Fernsehserie, 1 Folge)
- 2016: Marvel’s Luke Cage (Fernsehserie, 2 Folgen)
- 2017: Film Stars Don’t Die in Liverpool
- 2019–2020: Emergence (Fernsehserie, 3 Folgen)
- 2020: Dracula (Miniserie, 1 Folge)
- 2020: Big Sky (Fernsehserie, 2 Folgen)